# Encja (bazy danych)
Encja (ang. entity) – reprezentacja wyobrażonego lub rzeczywistego obiektu (grupy obiektów) stosowana przy modelowaniu danych podczas analizy informatycznej.
Określeniu temu bywają przypisywane różne definicje, zmieniające się z czasem. Wyrazu „encja” użył w 1976 r. P. Chen. Według niego encja to „rzecz”, która może być wyraźnie identyfikowalna (lub odróżnialna od innych „rzeczy”), jak np. osoba, przedsiębiorstwo, wydarzenia; i encje są powiązane relacjami, jak na przykład relacja „ojciec-syn” łączy dwie encje „Osoba”. Chen ponadto definiował, że encje z takimi samymi właściwościami (ang. property) tworzą zbiór encji (czyli np. różne encje „Osoba” opisywane tymi samymi właściwościami tworzą zbiór encji „Osoby”). 
Z kolei według późniejszej publikacji R. Barkera encja to rzeczywista lub wyobrażona rzecz (albo ogólnie obiekt), która ma dla nas znaczenie i informacje o której muszą być znane lub przechowywane, każda encja jest opisywana jej atrybutami, tj. dowolnymi szczegółami (cechami) mającymi znaczenie dla danej encji. Przy czym odróżnia się encję od jej wystąpienia (instancji, ang. instance). Przy przekształcaniu w tym podejściu modelu encji w logiczny schemat bazy danych encja to tablica (tabela), atrybuty encji to kolumny tabeli, a zatem wystąpienie encji to rekord (wiersz) tabeli. Barker zaleca, aby dla nazw encji używać liczby mnogiej (np. „Samoloty”), a dla jej wystąpień – liczby pojedynczej („Samolot”). Porównując oba podejścia – encja według Chena to wystąpienie encji według Barkera, a zbiór encji według Chena to encja według Barkera.
Przykłady encji (i atrybuty w encji) – nazwy encji zgodnie z zaleceniem Barkera to rzeczowniki w liczbie mnogiej:
- Osoby (imię, nazwisko, PESEL)
- Pojazdy (wysokość, szerokość, długość, sposób poruszania się)

Charakterystyczną cechą encji jest to, że włącza ona do swojego obszaru znaczeniowego obok obiektów fizycznych również obiekty niematerialne. Encja może stanowić pojęcie, fakt, wydarzenie (np. konto bankowe, którego atrybuty to np. numer, posiadacz, dopuszczalny debet itp.; konferencja, której atrybuty to np. temat, data, organizator itp.; wypożyczenie książki, z atrybutami np. imię i nazwisko wypożyczającego, numer karty bibliotecznej, data wypożyczenia itp.).